# Francesco Morano
Francesco Morano (ur. 8 czerwca 1872 w Caivano, zm. 12 lipca 1968 w Rzymie) – włoski duchowny rzymskokatolicki, sekretarz Najwyższego Trybunału Sygnatury Apostolskiej w latach 1935–1968, kardynał diakon od 1959.

## Życiorys
Ukończył seminarium w rodzinnej diecezji Aversy, a także Ateneum Laterańskie, gdzie uzyskał doktoraty z filozofii, teologii, prawa kanonicznego i cywilnego. Kształcił się również na Królewskim Uniwersytecie Rzymskim (doktoraty z fizyki i matematyki), a także w Studio Kongregacji Soboru (dyplom prawnika Kurii Rzymskiej). Święcenia kapłańskie otrzymał 10 sierpnia 1897. Pracował m.in. jako asystent w Obserwatorium Watykańskim, w Świętym Oficjum (lata 1903–1925), w Sygnaturze Apostolskiej. Od 1918 nosił tytuł prywatnego szambelana Jego Świątobliwości. W 1925 otrzymał nominację na audytora Roty Rzymskiej. 20 grudnia 1935 został sekretarzem Sygnatury Apostolskiej, który to urząd sprawował do śmierci. W czasie pontyfikatu Piusa XI był często wzywany wieczorami przez papieża, ponieważ jako naukowiec posiadający doktorat z fizyki, uzupełniony habilitacją, wyjaśniał papieżowi naukowe problemy i zagadnienia. Na konsystorzu w grudniu 1959 otrzymał kapelusz kardynalski.
Po wprowadzeniu przez papieża Jan XXIII wymogu, iż wszyscy kardynałowie muszą posiadać święcenia biskupie, przyjął sakrę biskupią w wieku blisko 90 lat, co miało miejsce 19 kwietnia 1962 w bazylice laterańskiej, a głównym konsekratorem był sam papież. Otrzymał wówczas stolicę tytularną Fallaba. Na tej samej uroczystości sakrę przyjęło jedenastu innych kardynałów. Brał udział w konklawe 1963. Zmarł jako najstarszy członek kolegium kardynalskiego i pochowany został w Aversie.